# Agron Haxhihyseni
Agron Haxhihyseni (Tirana, 1971) è un ex sollevatore albanese che ha gareggiato nella categoria dei pesi mosca (fino a 52 kg).

## Carriera
Ha vinto la medaglia di bronzo ai Campionati europei di Reims del 1987 con 222,5 kg. nel totale, alle spalle del bulgaro Sevdalin Marinov (260 kg) e del polacco Bernard Piekorz (232,5 kg).
Nel 2015 ha pubblicato un suo libro sulla storia della disciplina del sollevamento pesi in Albania ed è poi diventato Segretario Generale della Federazione albanese di sollevamento pesi.